# Argo (Alabama)
Argo é uma vila localizada no estado americano do Alabama, no Condado de Jefferson e Condado de St. Clair.

## Demografia
Segundo o censo americano de 2000, a sua população era de 1 780 habitantes. 
Em 2006, foi estimada uma população de 1 847, um aumento de 67 (3.8%).

## Geografia
De acordo com o United States Census Bureau tem uma área de 31,8 km², dos quais 31,5 km² cobertos por terra e 0,3 km² cobertos por água. Argo localiza-se a aproximadamente 267 m  acima do nível do mar.

## Localidades na vizinhança
O diagrama seguinte representa as localidades num raio de 16 km ao redor de Argo. 